# Gecarcoidea
Gecarcoidea is een geslacht van kreeftachtigen uit de klasse van de Malacostraca (hogere kreeftachtigen).

## Soorten
- Gecarcoidea lalandii H. Milne Edwards, 1837
- Gecarcoidea natalis (Pocock, 1888)